# Museu do Exército (Suécia)
O Museu do Exército (em sueco:  Armémuseum) é um museu estatal sueco em Östermalm, na capital Estocolmo, com foco na história da Defesa. A coleção consiste em 100.000 objetos que foram usados principalmente pelo exército sueco. Os objetos datam do século XVI em diante. Juntamente com o Museu da Força Aérea Sueca, o Museu do Exército faz parte da autoridade sueca dos Museus de História da Defesa (em sueco:  Statens försvarshistoriska musees, SFHM). De acordo com as instruções do SFHM, o Museu do Exército deve cumprir as atribuições de competência da defesa nacional e da coleta de troféus do Estado.

## História
O Museu do Exército está localizado no Jardim da Artilharia (em sueco:  Artillerigården) em Östermalm, Estocolmo, desde que foi inaugurado em 1879. O local é utilizado para fins militares desde meados do século XVII, e aqui esteve localizado o principal depósito de artilharia durante quase 300 anos. Os edifícios atuais foram erguidos na última parte do século XVIII. O museu foi inicialmente conhecido como Museu de Artilharia, e mudou seu nome para Museu do Exército no início da década de 1930, a fim de refletir com mais precisão o foco do museu. O museu passou por uma grande reforma e abriu em instalações novas e modernas em 1943. O museu reabriu em 2002 após um longo período de fechamento. As suas exposições ilustram a história militar da Suécia, incluindo a sua moderna política de neutralidade, e do Exército da Suécia.

### Edifício
O atual edifício do museu foi projetado em 1762 por Carl Johan Cronstedt como uma nova casa de tecidos ou armazenamento e oficina para material de artilharia. O novo edifício substituiu um antigo edifício de madeira, que existia no local desde meados do século XVII. A construção da nova casa têxtil ocorreu entre 1763 e 1770.
Em 1879, um museu chamado Museu de Artilharia foi inaugurado aqui. Alguns anos depois, a casa de tecidos ganhou mais dois andares e ganhou o aspecto atual. Aqui, a Escola de Artilharia e Engenharia realizou treinamento para oficiais. Em 1932, o Museu de Artilharia foi fechado para reconstrução. Após onze anos, o museu foi inaugurado com o novo nome de Armémuseum. Em 1963, o museu ganhou acesso a todo o edifício. Desde 1935, todos os edifícios em Artillerigården – até mesmo a cerca de ferro fundido em Riddargatan – são monumentos estatais. O edifício do museu é propriedade do Estado sueco e gerido pela Agência de Propriedade Estatal sueca.

## Coleções e exposições

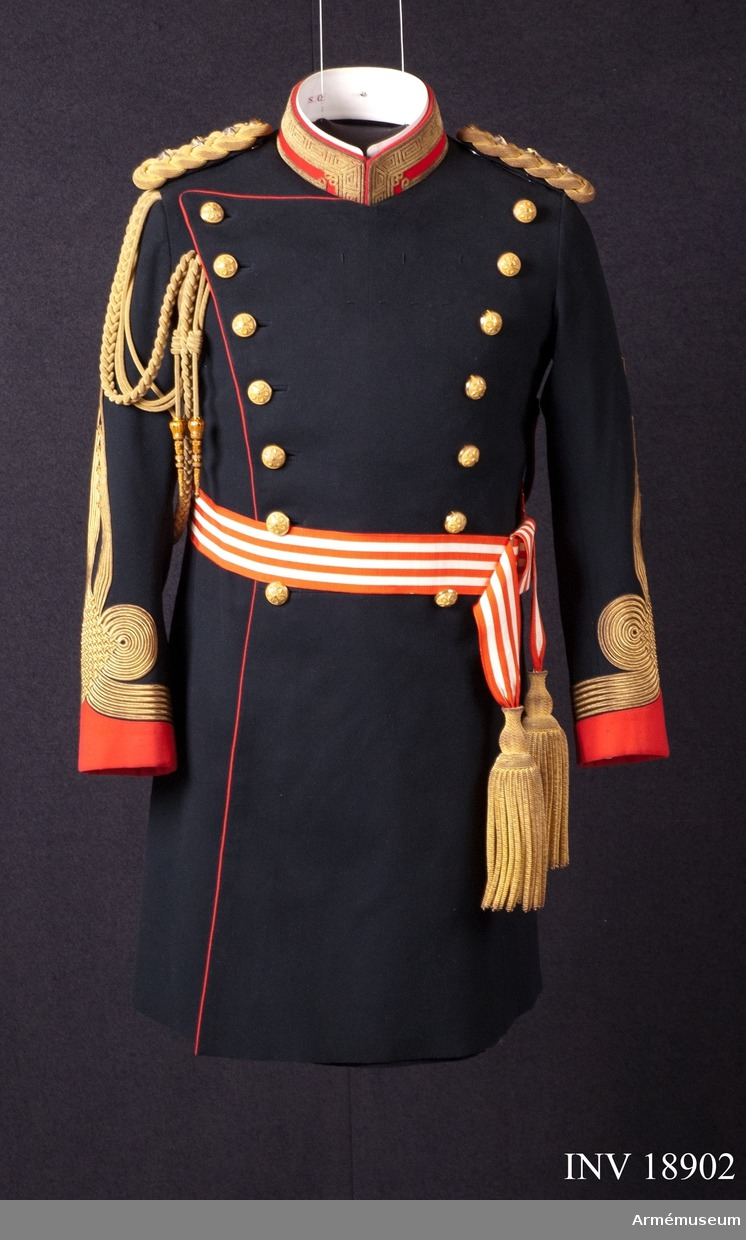
Uniforme de gala do adido militar japonês na década de 1930, o Major-General Onodera Makoto, e doado por ele ao museu em 1945.

As coleções do museu consistem em mais de 100.000 itens que foram usados pelo exército. Isso inclui tudo, desde botões de uniformes até sistemas de gerenciamento de batalha. A maior parte das coleções é do século XX. Há também cerca de 5.000 troféus, sobretudo da Guerra dos Trinta Anos. Grande parte do material provém do acervo de troféus do Estado, iniciado já no século XVII. Do total de objectos, cerca de 75% são do século XX e os restantes 25% distribuem-se maioritariamente pelos séculos XVI, XVII e XIX. A exibição inclui estandartes russos, poloneses e dinamarqueses capturados em combate. A coleção de troféus é única e faz parte do patrimônio cultural global. Certas batalhas históricas, como a Batalha de Narva (1700), onde o rei sueco Carlos XII venceu o czar russo Pedro, o Grande, contam com manequins de cera em uniformes e armamentos da época. Outras estátuas mostram a parte mais humana da guerra na época da Guerra dos Trinta Anos, com um homem sangrando um porco pendurado em uma árvore enquanto sua família prepara uma fogueira, com sua pequena tenda de lona fica atrás deles; e uma mulher faminta e em farrapos e um cachorro emaciado, limpando o cadáver congelado de um cavalo. Todas as estátuas são em tamanho natural.
O museu dispõe ainda de arquivo e biblioteca, bem como revistaria, ateliês de conservação, oficinas, loja do museu e restaurante. Em janeiro de 2009, foi inaugurada a sala de Raoul Wallenberg, que conta sobre seus feitos em Budapeste na década de 1940. Durante 2012–2014, o museu atualizou suas exposições principais que tratam da guerra e da paz do ano 1500 a 2010. O Museu do Exército também exibe exposições temporárias sobre vários temas relacionados à guerra que são alterados em intervalos regulares. O funcionamento do museu é das 11:00h às 17:00h, e a visitação dura entre uma e duas horas. A exposição possui placas em sueco e inglês, e os visitantes podem tirar fotos - mas sem flash.

### Abrigo do Jardim da Artilharia
Sob o Jardim da Artilharia (em sueco:  Artillerigården) existem dois abrigos da Segunda Guerra Mundial que se destinavam a fornecer proteção aos militares em serviço no Jardim de Artilharia em caso de ataque aéreo a Estocolmo. Às vezes, eles são disponibilizados ao público.

## Galeria

### Área externa

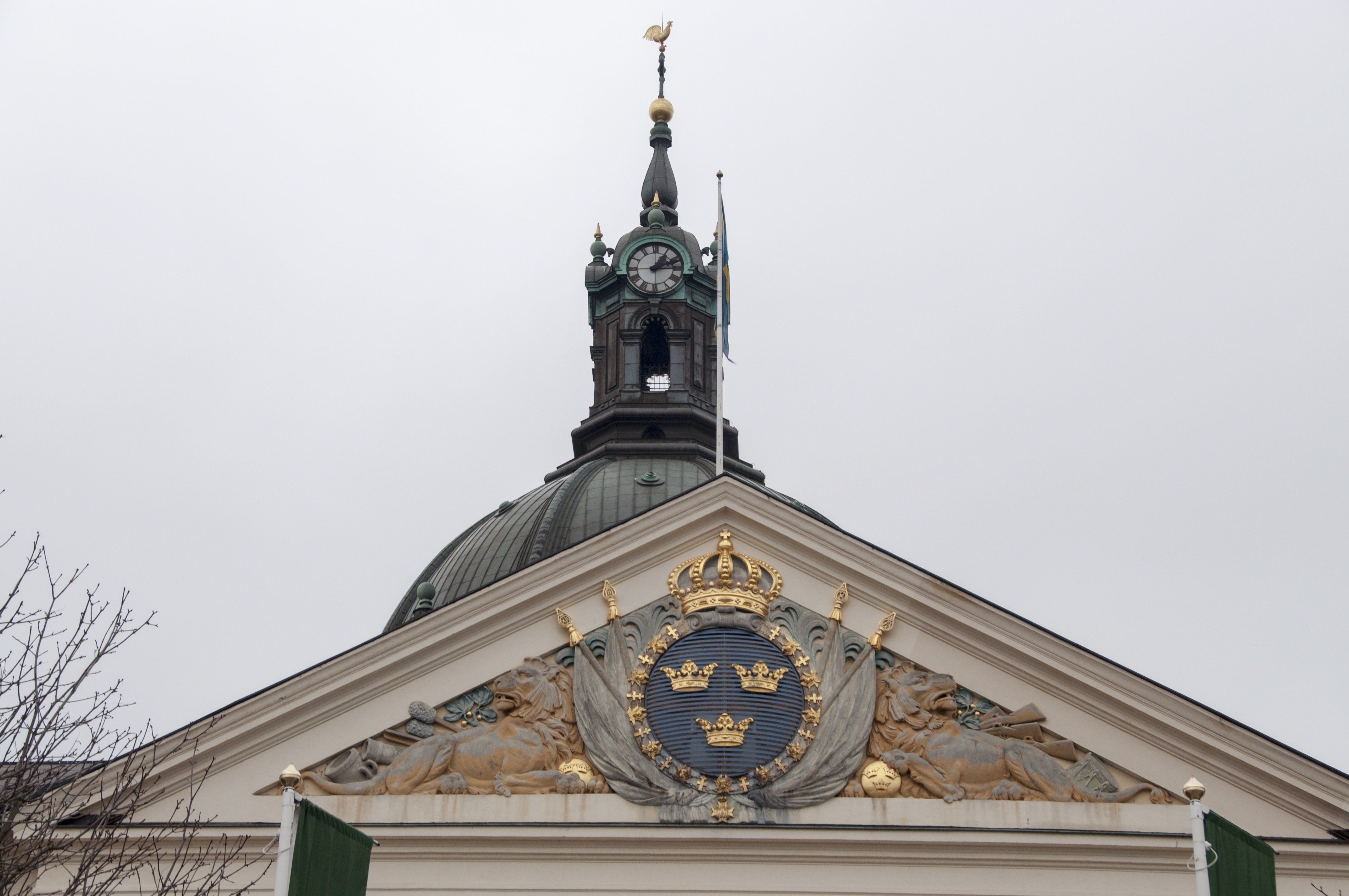
Brasão do Armémuseum.
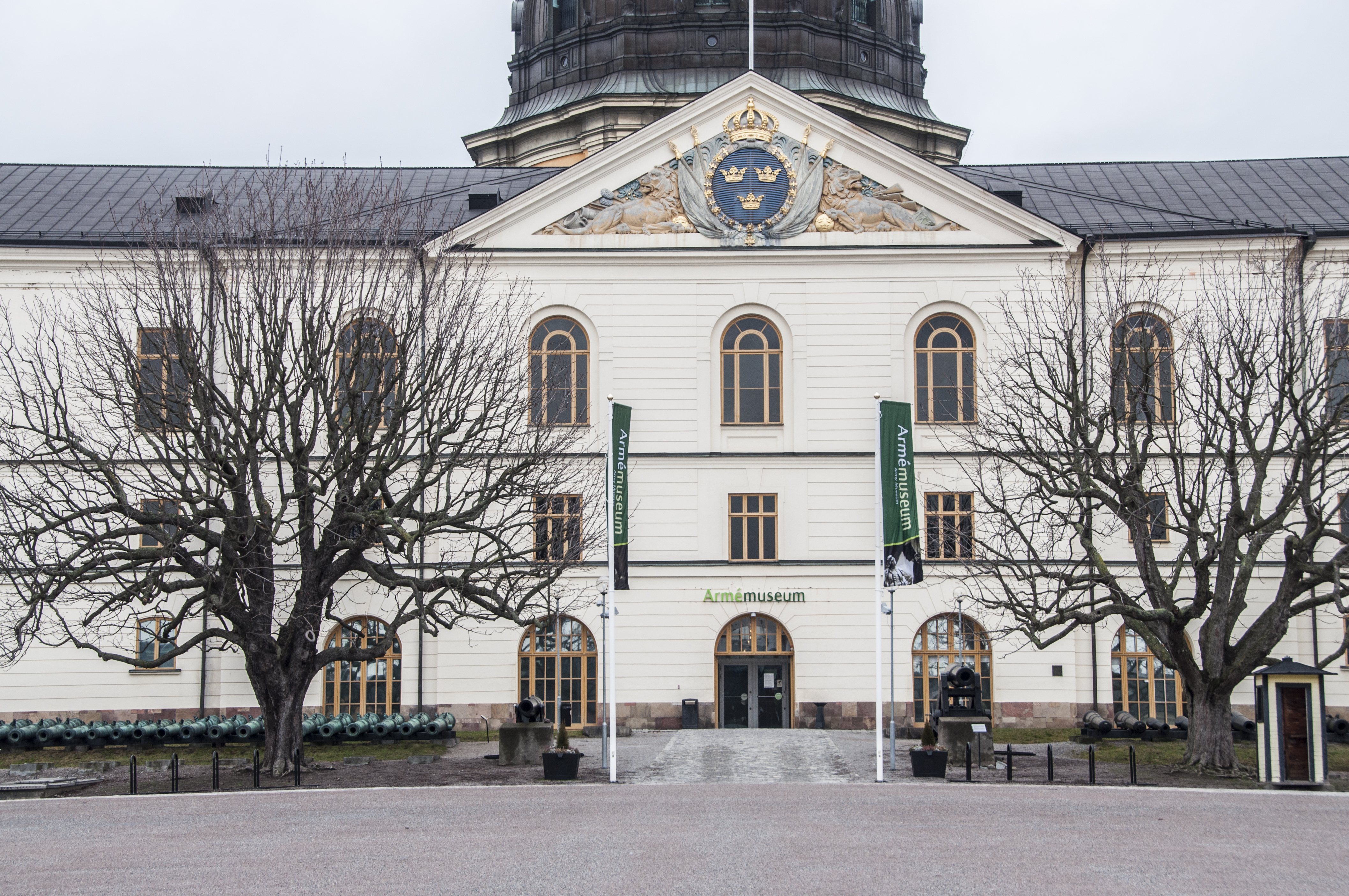
Fachada do museu.
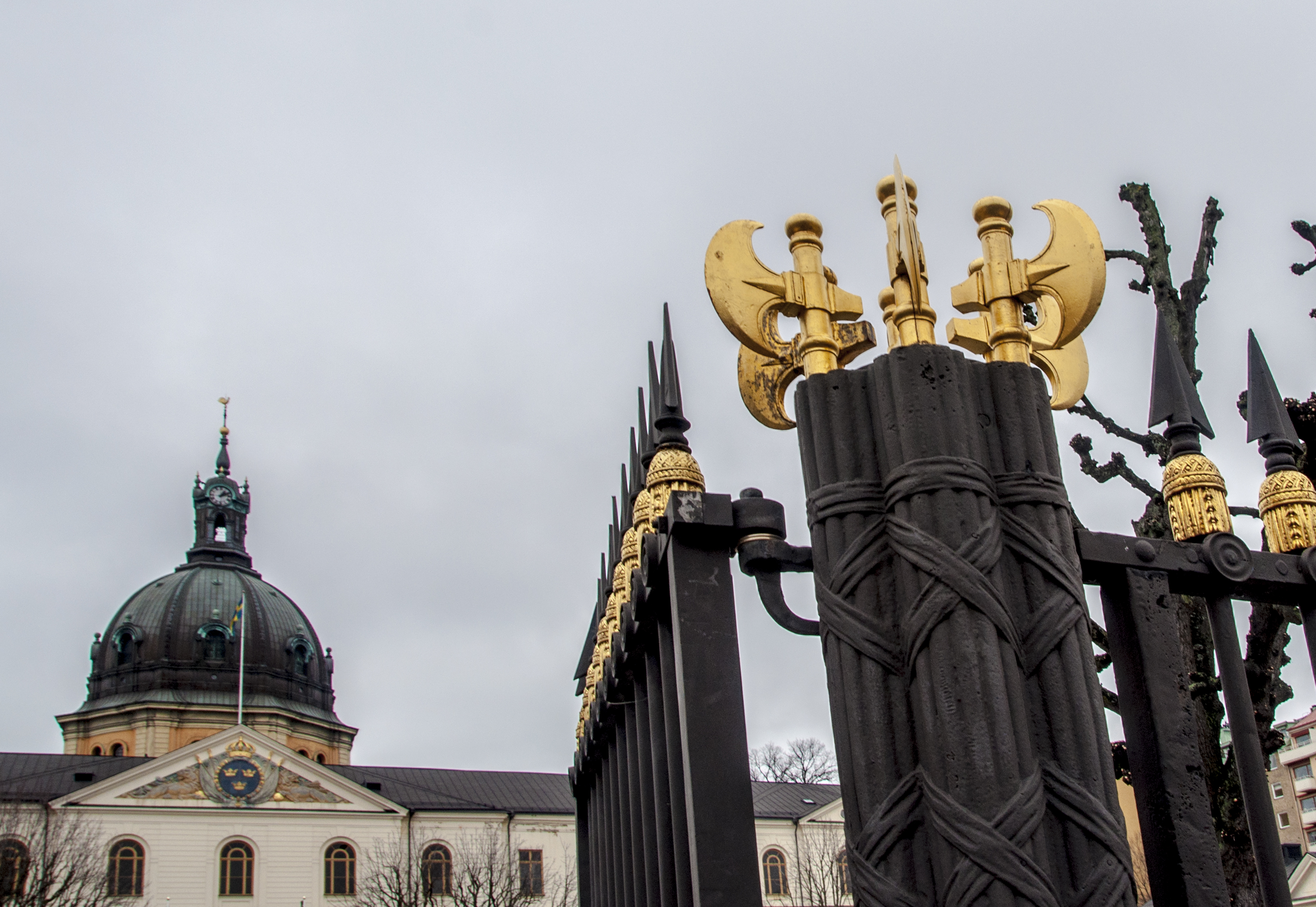
Cabeças de alabardas no portão.
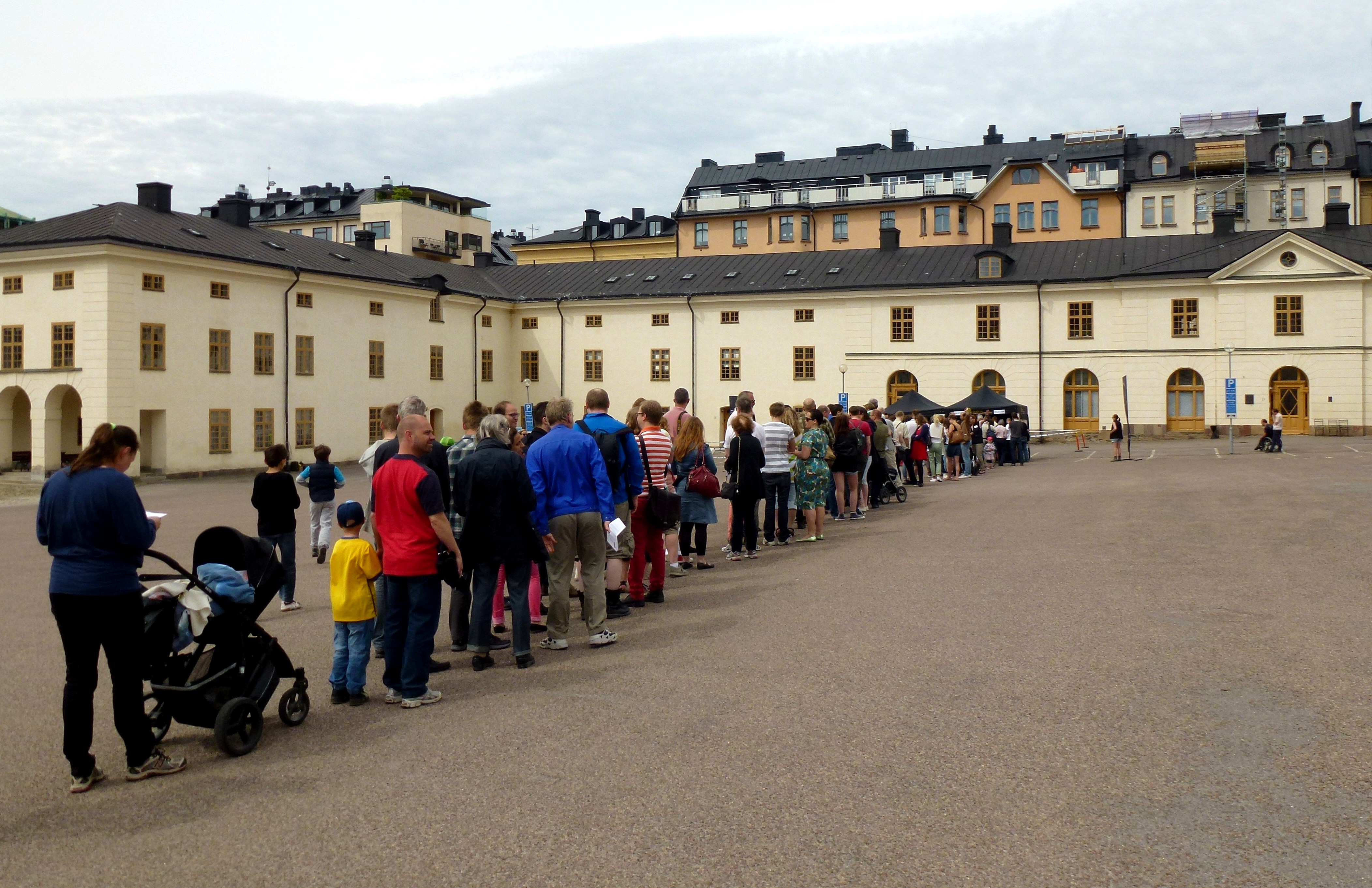
Fila para entrar no museu.
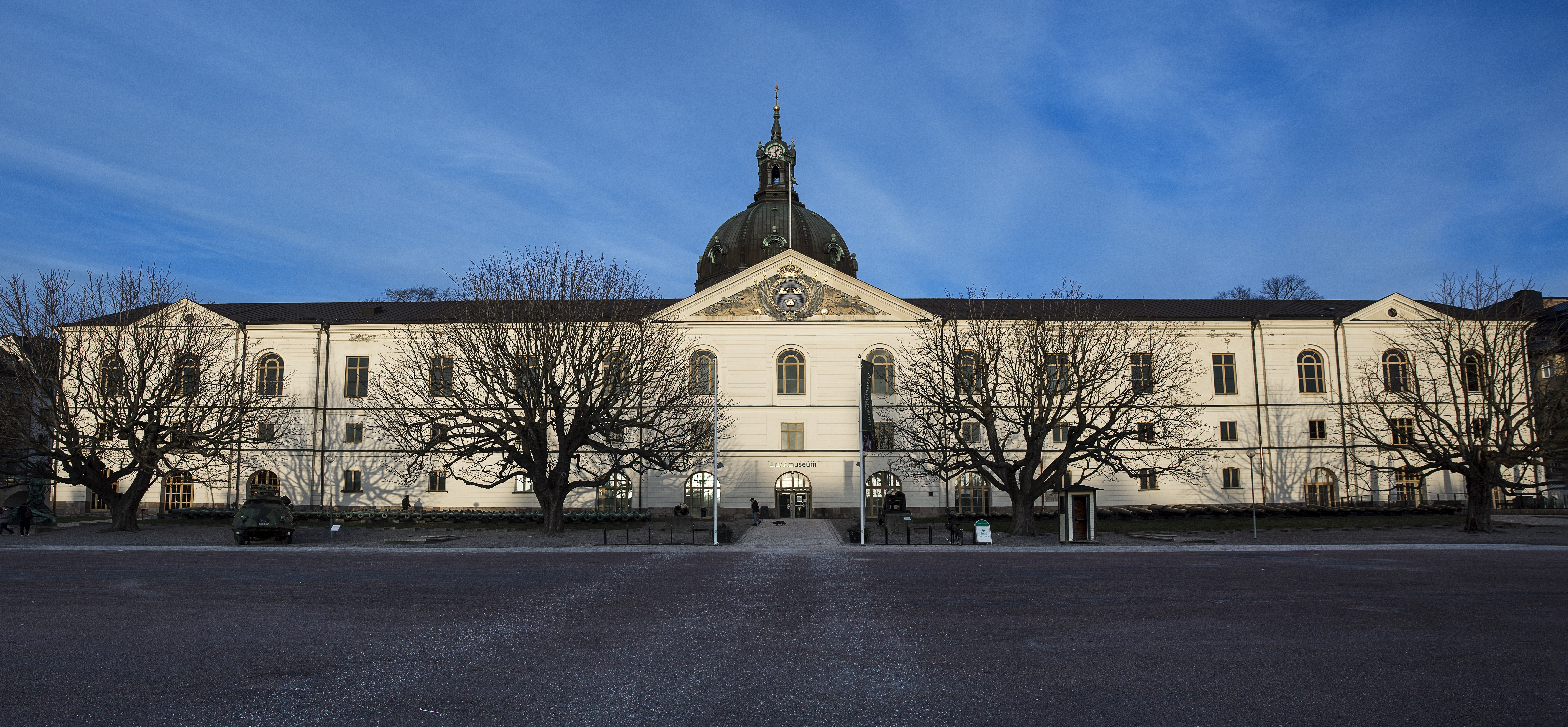
O edifício do Museu do Exército.

### Exposições na área externa

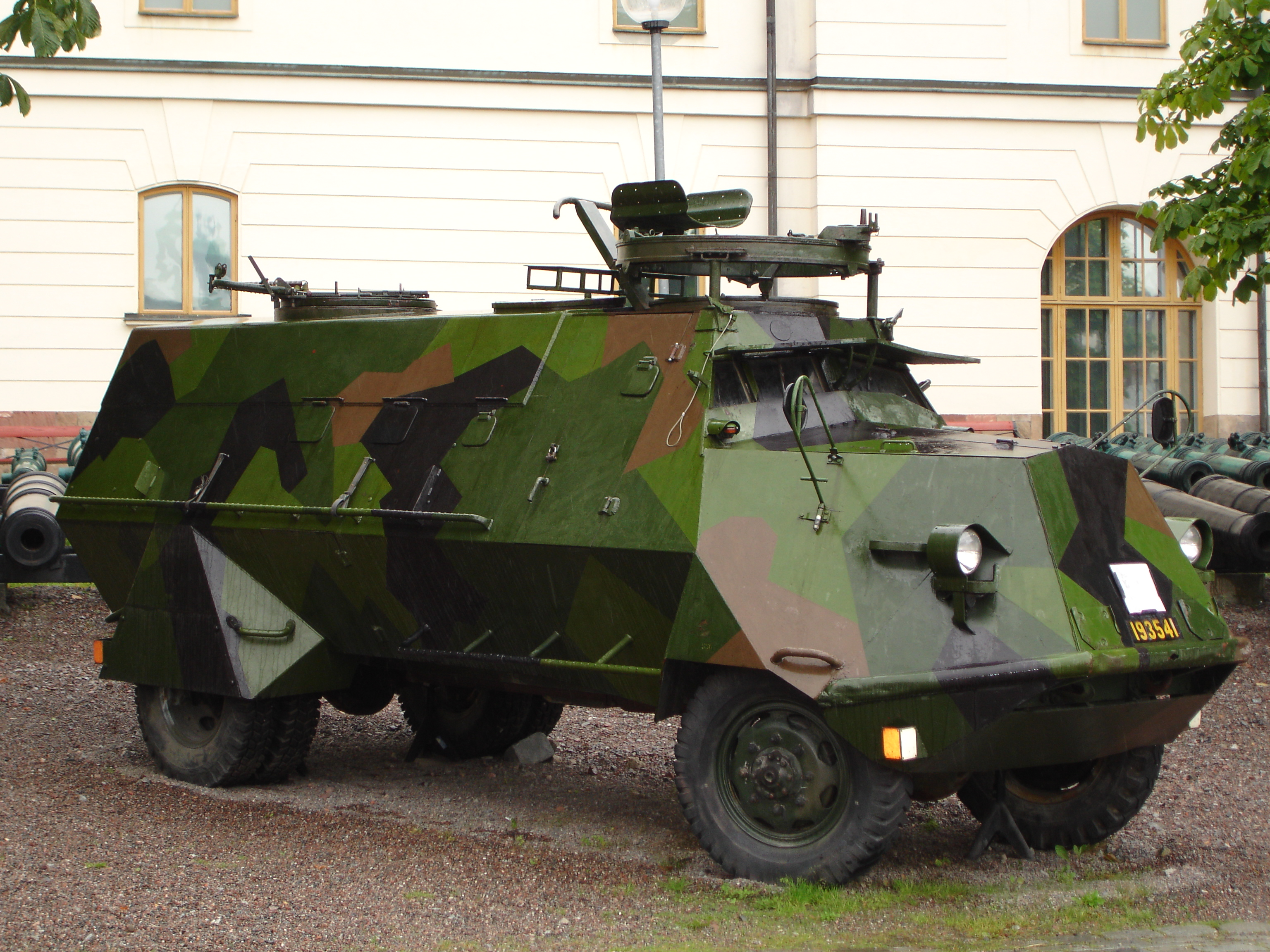
Transporte blindado Scania Karosseri Pansar m/42.
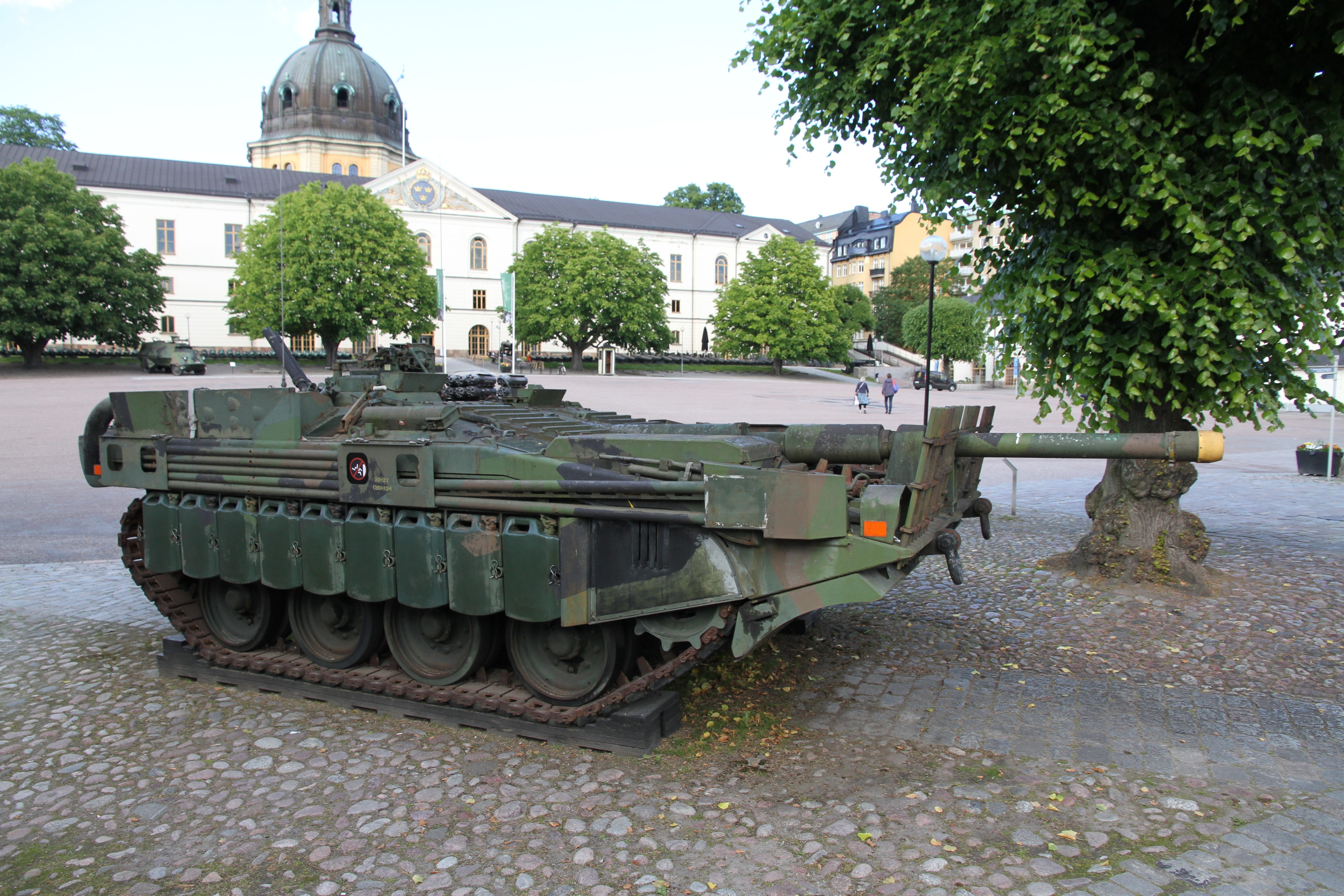
O carro de combate Stridsvagn S (Stridsvagn 103), que não possui torre.
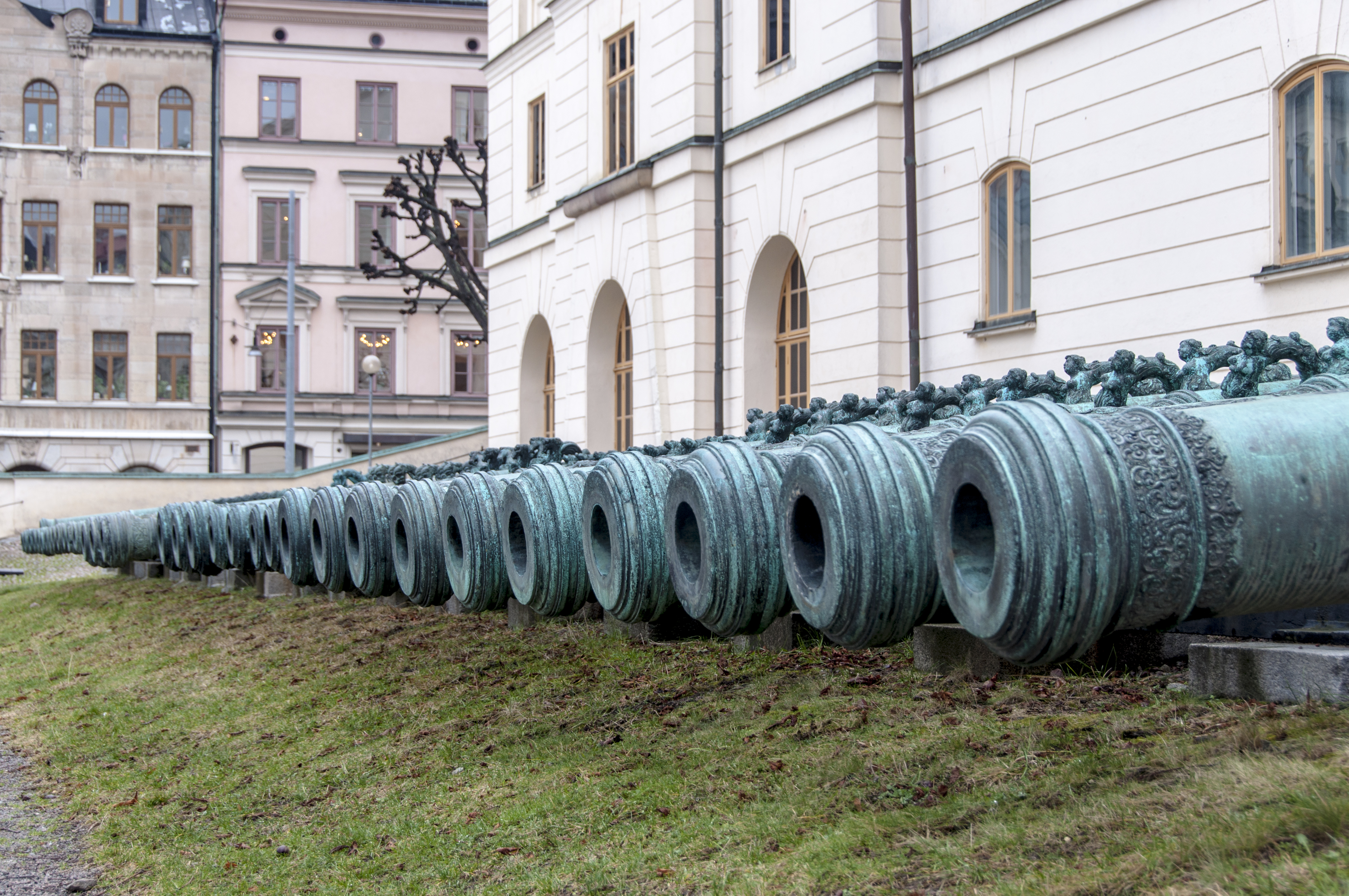
Canhões expostos na área externa.
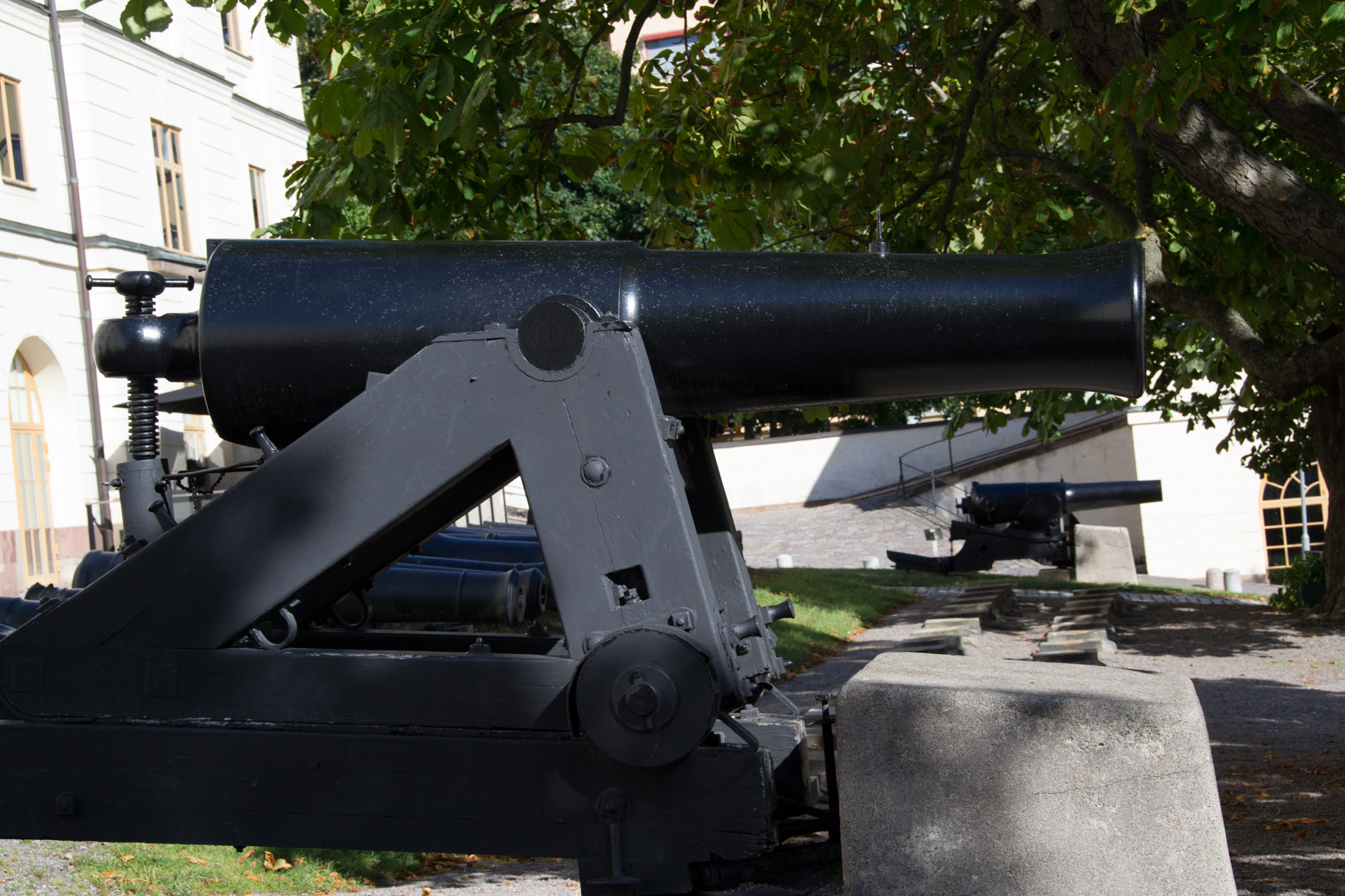
Canhão com reparo na área externa.
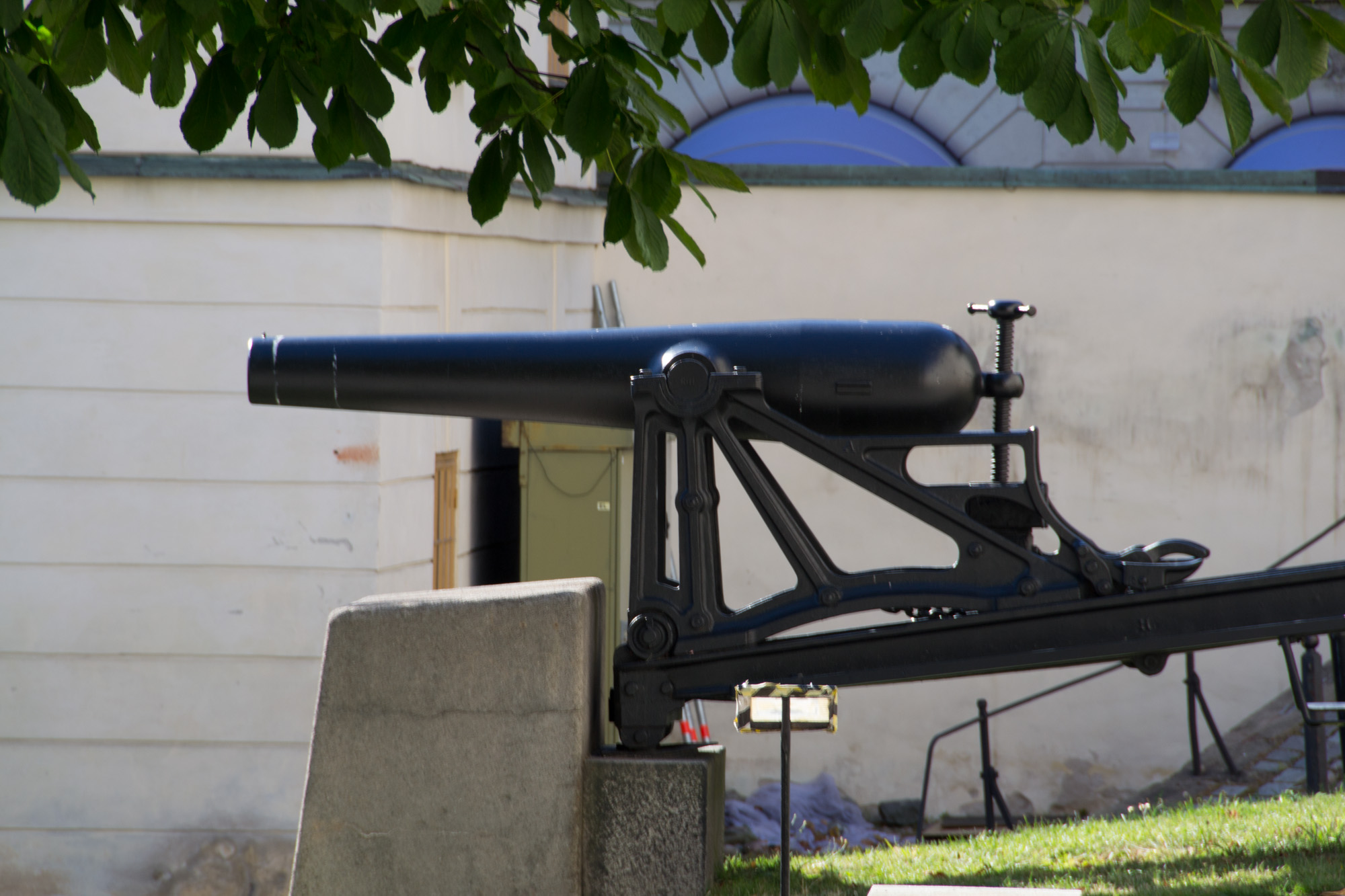
Canhão com reparo exposto na área externa.